# Baring (Missouri)
Pour les articles homonymes, voir Baring.
Baring est une ville du comté de Knox, dans le Missouri, aux États-Unis,. Située au nord du comté, elle est fondée en 1888 et incorporée en 1959.

## Démographie
Lors du recensement de 2010, la ville comptait une population de 132 habitants. Elle est estimée, en 2017, à 126 habitants.

### Source de la traduction
- (en) Cet article est partiellement ou en totalité issu de l’article de Wikipédia en anglais intitulé « Baring, Missouri » (voir la liste des auteurs).